# Agonopterix alstromeriana
Agonopterix alstromeriana — вид метеликів родини плоских молей (Depressariidae).

## Поширення
Батьківщиною виду є Європа. Agonopterix alstromeriana завезений до США, Канади та Нової Зеландії. Трапляється на полях, обабіч доріч, пустирях, скрізь, де росте кормова рослина.

## Опис

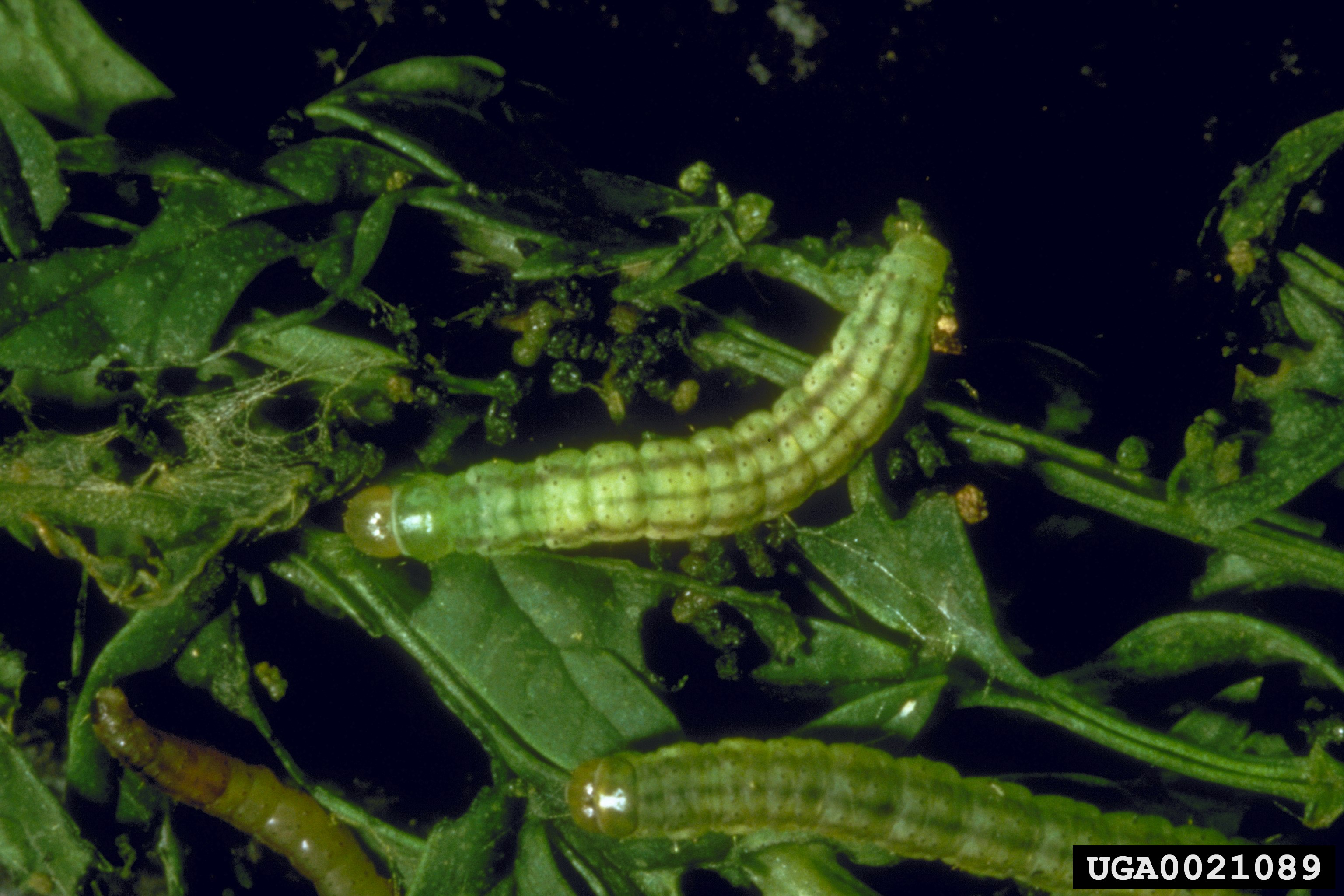
Гусениця

Дорослі молі блідо-коричневі із світлішою ділянкою біля нижньої частини крил і кількома темними плямами біля країв крил. Коричнева або червонувата пляма є біля центру кожного крила. Agonopterix alstromeriana можна сплутати з Exaeretia canella, яка схожа за забарвленням. Однак E. canella не має червонуватої плями, а має темну голову.

## Спосіб життя
Імаго, зазвичай, живуть з червня по березень, що робить A. alstroemeriana відносно довгоживучим видом молі. Взимку вони ховаються у тріщинах ґрунту або під корою сухих дерев. У квітні-травні самиця відкладає близько 200 маленьких яєць на нижній стороні листя кормової рослини. Через 6 днів вилуплюються личинки. Кормовою рослиною гусениць є болиголов плямистий (Conium maculatum). Заляльковуються в ґрунті в кінці травня та на початку червня. Молі виходять з лялечок наприкінці червня.